# Liste der Naturdenkmale in Schiffweiler
Die Liste der Naturdenkmale in Schiffweiler enthält die Naturdenkmale in Schiffweiler im Landkreis Neunkirchen im Saarland.

## Naturdenkmale
| Bild            | Bezeichnung                           | Ort                                                                                                | Beschreibung | Art         | Nr.      |
| --------------- | ------------------------------------- | -------------------------------------------------------------------------------------------------- | --- | ----------- | -------- |
| Fotos hochladen | „1000jährige Linde“                   | Schiffweiler Stennweiler Lindenstraße 49° 23′ 17,2″ N, 7° 6′ 44,6″ O)                              | Die „Tausendjährige Linde“ markiert die Ortsmitte Stennweilers. Die Bezeichnung „tausendjährig“ erhielt der Baum wegen seines hohen Altes. Diese Zuschreibung kommt jedoch aus dem Volksmund. Das tatsächliche Alter der Sommerlinde wird auf ca. 400 Jahre geschätzt. Die teilweise geborstene Linde wird mittlerweile von mehreren Stützen gehalten, um einen Einsturz zu vermeiden. | Sommerlinde | D 405 01 |
| Fotos hochladen | Linde vor der ev. Kirche Heiligenwald | Schiffweiler Heiligenwald Karlstraße/Itzenplitzstraße 49° 21′ 10,3″ N, 7° 5′ 44,8″ O)              | [ 3 ] |             | D 405 02 |
| BW              | Linde am "Sachsenkreuz"               | Schiffweiler Landsweiler-Reden Am Sachsenkreuz 49° 21′ 26,6″ N, 7° 5′ 35,2″ O)                     | [ 4 ] |             | D 405 03 |
| BW              | Esche in Heiligenwald                 | Schiffweiler Heiligenwald 49° 21′ 20,9″ N, 7° 5′ 3,8″ O)                                           | [ 5 ] |             | D 405 04 |
| BW              | Gedenkeiche 1898                      | Schiffweiler Stennweiler Karlstraße/Birkenstraße 49° 21′ 21,1″ N, 7° 6′ 16,2″ O)                   | [ 6 ] |             | D 405 05 |
| BW              | Eiche in der Mühlenstraße             | Schiffweiler Mühlenstraße 94 49° 21′ 38,4″ N, 7° 7′ 55,5″ O)                                       | [ 7 ] |             | D 405 06 |
| BW              | Linde in der Saarbrücker Straße       | Schiffweiler Landsweiler-Reden Saarbrücker Straße/Königsbergstraße 49° 21′ 17,3″ N, 7° 7′ 54,6″ O) | [ 8 ] |             | D 405 07 |
| BW              | Friedenseiche                         | Schiffweiler Landsweiler-Reden Kirchenstraße 28 49° 21′ 31,8″ N, 7° 7′ 48,4″ O)                    | [ 9 ] |             | D 405 08 |